# Vasudeva I

Moneta d'oro di Vasudeva I

Vasudeva I (kushan: ΒΑΖΟΔΗΟ "Bazodeo", cinese: 波調 "Bodiao") è stato un imperatore Kushan/Battriano, l'ultimo dei "Grandi Kushan". Le inscrizioni databili dal 64 al 98 dell'era di Kanishka suggeriscono l'ipotesi che il suo regno sia durato almeno dal 191 al 225. 
Le ultime inscrizioni del suo predecessore, Huvishka, risalgono all'anno 60 dell'era Kanishka (187), e le prove cinesi sembrano confermare che era ancora al comando nel 230.
Il suo nome, Vasudeva, è quello del padre di Krishna, il famoso dio Hindu, e fu il primo re Kushan a prendere il nome di un dio indiano. Si convertì all'Induismo mentre era al governo.

## Storia
Vusadeva I fu l'ultimo grande imperatore Kushan e la fine del suo dominio coincide con l'invasione dei Sasanidi fino all'India nord-occidentale e con l'insediamento degli Indo-Sasanidi, noti anche come Kushanshah, a partire dal 240 circa. 
Vasudeva I potrebbe aver perso il territorio della Battria con la sua capitale a Balkh a favore di Ardashir I Kushanshah. 
In seguito, il dominio dei Kushan sarebbe stato limitato ai loro territori orientali, nel Punjab occidentale e centrale.

## Contatti con la Cina
Nelle Cronache dei Tre Regni cinesi (三國志) viene ricordato come colui che mandò tributi all'imperatore cinese Cáo Ruì del Regno Wei nel 229 (terzo anno del Taihe 太和), : 
(Cronache dei Tre Regni)
È l'ultimo re Kushan ad essere citato nelle fonti cinesi. Il suo regno corrisponde alla ritirata del potere cinese dall'Asia centrale, e si pensa che Vasudeva possa aver approfittato della mancanza di controllo dell'area per imporsi. Anche la grande espansione del gruppo buddhista Dharmaguptaka in Asia centrale in questo periodo potrebbe essere legata.

## Legami cristiani
Vasudeva potrebbe essere stato il re indiano che restituì le reliquie di Tommaso apostolo che si trovavano in India nel 232, fatto di cui si parlò nei suoi Atti siriaci (Atti di Tommaso del III secolo). Le reliquie furono trasportate trionfalmente nella città di Edessa (Mesopotamia). Il re indiano viene chiamato "Mazdai" nelle fonti siriache, "Misdeos" e "Misdeus" in quelle greche e latine, il che lo farebbe associare al "Bazdeo" della monetazione Kushan di Vasudeva. Il passaggio da "M" a "B" era normale nelle fonti classiche per i nomi indiani. Rabban Sliba dedicò un giorno speciale al re indiano, alla sua famiglia ed a San Tommaso:
(Rabban Sliba)